# Inácio José Vicente da Fonseca
Inácio José Ferreira Barbosa (? — ?) foi um político brasileiro.
Foi presidente da província de Sergipe, nomeado por carta imperial de 7 de abril de 1827, presidindo a província de 20 de fevereiro a 1 de abril de 1828 e de 13 de junho de 1828 a 11 de agosto de 1830, quando no interregno assumiu o cargo de deputado na Assembléia Geral.